# Фольварочний Василь Іванович
Васи́ль Іва́нович Фольва́рочний (30 січня 1941, Нападівка — 5 лютого 2022, Київ) — український поет, прозаїк і драматург. Член НСПУ (1969), член НСТДУ (1973). Заслужений діяч мистецтв України (2001). Депутат Чернівецької обласної ради (1990). Чоловік письменниці Тетяни Пишнюк.

## Життєпис
Народився 30 січня 1941 року в селі Нападівка, нині Кременецького району Тернопільської області.
Навчався в Чернівецькому університеті (від 1958, нині національний університет), закінчив Львівський університет (1963).
Працював учителем; журналіст у редакціях газет Буковини і Житомирщини, завідувач літературної частини Житомирського обласного музично-драматичного театру. У Чернівцях: заступник начальника обласного управління культури, заступник голови облвиконкому (1990), заступник голови ОДА (1991—1993), заступник директора Науково-дослідного центру буковинознавства при Чернівецькому університеті (1993—1997).
Від 1974 — секретар, 1976—1990 — відповідальний секретар Чернівецького осередку НСПУ. Голова обласної організації Конгресу української інтелігенції (1997—2001). Від жовтня 2003 — 1-й заступник голови Київської організації, 2003 — голова об'єднання драматургів НСПУ. 2002—2006 — директор Будинку письменників НСПУ. Від травня 2008 — 1-й заступник голови Всеукраїнського товариства «Просвіта» імені Т. Шевченка.
Помер 5 лютого 2022 року у віці 81 року в Києві. Був похований 9 лютого на Центральному цвинтарі Чернівців.

## Громадська діяльність
Член ради, заступник голови Громадської організації Земляцтво буковинців у м. Києві «Буковина», заступник Голови ради Київської організації Національної спілки письменників України, Голова творчого об'єднання драматургів та кінодраматургів, очільник столичного Клубу бібліотекарів.

## Творчість
Друкувати літературну творчість почав 1960 року.
На творчі вечері з нагоди 70-річчя письменник презентував дві свої книги — історичну «Хрещеники Сталіна» та біографічну «Зорі отчого краю». З нагоди 75-річчя Буковинське земляцтво поздоровило Василя Івановича з ювілеєм з присвятою на вірші Володимира Мельникова.
У 2010 — прем'єра вистави у народному театрі «Дивосвіт» (Тернопільська ЗОШ № 22).

### Доробок
- збірки поезій:
  - «Тривога» (1966),
  - «Ростуть сини» (1967),
  - «Досвіток» (1968),
  - «Уроки вірності» (1975),
  - «Течія» (1982),
  - «Родовід» (1992),
  - «Поезії» (2000),
  - «Соняшник на балконі» (2005);
- документальні повісті:
  - «Сонце в зернині» (1972),
  - «Цілющі джерела» (1975),
  - «Під зорями братерства» (1975),
  - «Земля Жижиянових правнуків» (1980);
- п'єси:
  - «Складна гама» (1968),
  - «Друге цвітіння» (1969),
  - «Екзамен на зрілість» («Жива вода»; 1974),
  - «Не проспати роси» (1976),
  - «Вода з отчої криниці» (1978; 1983 поставлена у Тернопільському обласному музично-драматичному театрі)
  - «Травнева музика» (1979),
  - «І прийде день» (1988),
  - «Світлиця для прийдешнього» (1988),
  - «Дитячі забави» (1988),
  - «Богдан» (2003),
  - «Петлюра» (2005),
  - «Доки море перелечу» (2005),
  - «Пастка» (2006);
- збірники п'єс:
  - драма «Спокуса» (2000),
  - комедії «Пересолений мед» (2000);
- романи:
  - «Сказ» (2004),
  - «Обірвані струни» (2004),
  - «Чорний бумер» (2006),
  - «Симон Петлюра» — т. 1, 2, 3, 4,
  - «Хрещеники Сталіна»,
  - «Розчахнута душа»,
  - «На висотах орлиного лету», присвячений Дмитру Гнатюку (презентація роману відбулася 16 листопада 2015 року в Національній музичній академії).

## Родина
Дружина — письменниця Тетяна Пишнюк.

## Нагороди
- Заслужений діяч мистецтв України(2001)[9]

ордени та медалі:
- Повний кавалер ордена «За заслуги» (2006, 2010, 2016)[10][11][12],
- рівноапостольного Кирила і Мефодія (2006).

почесні відзнаки:
- «Знак пошани» (1986),
- «Будівничий України» (2001),
- «Золоті письменники України» (2018).

премії:
- Всесоюзного конкурсу за найкращу п'єсу (1977)
- обласна літературна премія імені Дмитра Загула (2009, м. Чернівці),
- літературно-мистецька премія імені Сидора Воробкевича (2000),
- премії Фундації родини Воскобійників (США) (2010),
- Всеукраїнська літературно-мистецька премія імені Братів Богдана та Левка Лепких (2016)[13].

стипендії:
- Дворічна державна стипендія (2017)[14]